# Sorry (Justin Bieber)
"Sorry" is een single van de Canadese zanger Justin Bieber van zijn vierde studioalbum Purpose. De single is geschreven door Julia Michaels, Justin Tranter en Bieber en kwam uit op 23 oktober 2015 als tweede single van het album.

## Achtergrondinformatie
"Sorry" behaalde de top vijf in negentien landen, inclusief Australië, Canada, Duitsland, Engeland en de Verenigde Staten.

## Videoclip
De bijhorende videoclip kwam uit op 22 oktober 2015. Op 12 februari 2017 is de videoclip al meer dan 3,41 miljard keer bekeken op YouTube, en staat daarmee op de dertiende plaats van de meest bekeken video's op YouTube.

## Hitnoteringen

### Nederlandse Top 40
| Hitnotering: 31-10-2015 t/m 16-04-2016 | Hitnotering: 31-10-2015 t/m 16-04-2016 | Hitnotering: 31-10-2015 t/m 16-04-2016 | Hitnotering: 31-10-2015 t/m 16-04-2016 | Hitnotering: 31-10-2015 t/m 16-04-2016 | Hitnotering: 31-10-2015 t/m 16-04-2016 | Hitnotering: 31-10-2015 t/m 16-04-2016 | Hitnotering: 31-10-2015 t/m 16-04-2016 | Hitnotering: 31-10-2015 t/m 16-04-2016 | Hitnotering: 31-10-2015 t/m 16-04-2016 | Hitnotering: 31-10-2015 t/m 16-04-2016 | Hitnotering: 31-10-2015 t/m 16-04-2016 | Hitnotering: 31-10-2015 t/m 16-04-2016 | Hitnotering: 31-10-2015 t/m 16-04-2016 |
| Week:                                  | 1                                      | 2                                      | 3                                      | 4                                      | 5                                      | 6                                      | 7                                      | 8                                      | 9                                      | 10                                     | 11                                     | 12                                     | 13                                     |
| -------------------------------------- | -------------------------------------- | -------------------------------------- | -------------------------------------- | -------------------------------------- | -------------------------------------- | -------------------------------------- | -------------------------------------- | -------------------------------------- | -------------------------------------- | -------------------------------------- | -------------------------------------- | -------------------------------------- | -------------------------------------- |
| Positie:                               | 24                                     | 2                                      | 2                                      | 2                                      | 2                                      | 1                                      | 1                                      | 1                                      | 1                                      | 1                                      | 2                                      | 2                                      | 3                                      |
| Week:                                  | 14                                     | 15                                     | 16                                     | 17                                     | 18                                     | 19                                     | 20                                     | 21                                     | 22                                     | 23                                     | 24                                     | 25                                     |                                        |
| Positie:                               | 4                                      | 5                                      | 7                                      | 7                                      | 12                                     | 18                                     | 19                                     | 21                                     | 23                                     | 29                                     | 30                                     | 31                                     | uit                                    |

### NederlandseSingle Top 100
| Hitnotering: 31-10-2015 t/m 29-10-2016 | Hitnotering: 31-10-2015 t/m 29-10-2016 | Hitnotering: 31-10-2015 t/m 29-10-2016 | Hitnotering: 31-10-2015 t/m 29-10-2016 | Hitnotering: 31-10-2015 t/m 29-10-2016 | Hitnotering: 31-10-2015 t/m 29-10-2016 | Hitnotering: 31-10-2015 t/m 29-10-2016 | Hitnotering: 31-10-2015 t/m 29-10-2016 | Hitnotering: 31-10-2015 t/m 29-10-2016 | Hitnotering: 31-10-2015 t/m 29-10-2016 | Hitnotering: 31-10-2015 t/m 29-10-2016 | Hitnotering: 31-10-2015 t/m 29-10-2016 | Hitnotering: 31-10-2015 t/m 29-10-2016 | Hitnotering: 31-10-2015 t/m 29-10-2016 | Hitnotering: 31-10-2015 t/m 29-10-2016 | Hitnotering: 31-10-2015 t/m 29-10-2016 | Hitnotering: 31-10-2015 t/m 29-10-2016 | Hitnotering: 31-10-2015 t/m 29-10-2016 | Hitnotering: 31-10-2015 t/m 29-10-2016 |
| Week:                                  | 1                                      | 2                                      | 3                                      | 4                                      | 5                                      | 6                                      | 7                                      | 8                                      | 9                                      | 10                                     | 11                                     | 12                                     | 13                                     | 14                                     | 15                                     | 16                                     | 17                                     | 18                                     |
| -------------------------------------- | -------------------------------------- | -------------------------------------- | -------------------------------------- | -------------------------------------- | -------------------------------------- | -------------------------------------- | -------------------------------------- | -------------------------------------- | -------------------------------------- | -------------------------------------- | -------------------------------------- | -------------------------------------- | -------------------------------------- | -------------------------------------- | -------------------------------------- | -------------------------------------- | -------------------------------------- | -------------------------------------- |
| Positie:                               | 2                                      | 2                                      | 2                                      | 1                                      | 1                                      | 2                                      | 2                                      | 2                                      | 2                                      | 2                                      | 2                                      | 2                                      | 3                                      | 4                                      | 5                                      | 7                                      | 13                                     | 11                                     |
| Week:                                  | 19                                     | 20                                     | 21                                     | 22                                     | 23                                     | 24                                     | 25                                     | 26                                     | 27                                     | 28                                     | 29                                     | 30                                     | 31                                     | 32                                     | 33                                     | 34                                     | 35                                     | 36                                     |
| Positie:                               | 13                                     | 12                                     | 14                                     | 16                                     | 18                                     | 19                                     | 24                                     | 26                                     | 28                                     | 31                                     | 36                                     | 41                                     | 47                                     | 53                                     | 52                                     | 58                                     | 63                                     | 59                                     |
| Week:                                  | 37                                     | 38                                     | 39                                     | 40                                     | 41                                     | 42                                     | 43                                     | 44                                     | 45                                     | 46                                     | 47                                     | 48                                     | 49                                     | 50                                     | 51                                     | 52                                     | 53                                     |                                        |
| Positie:                               | 62                                     | 64                                     | 65                                     | 65                                     | 73                                     | 80                                     | 82                                     | 88                                     | 91                                     | 97                                     | 97                                     | 91                                     | 96                                     | 83                                     | 57                                     | 81                                     | 89                                     | uit                                    |

### NederlandseMega Top 50
| Hitnotering: 31-10-2015 t/m 11-06-2016 | Hitnotering: 31-10-2015 t/m 11-06-2016 | Hitnotering: 31-10-2015 t/m 11-06-2016 | Hitnotering: 31-10-2015 t/m 11-06-2016 | Hitnotering: 31-10-2015 t/m 11-06-2016 | Hitnotering: 31-10-2015 t/m 11-06-2016 | Hitnotering: 31-10-2015 t/m 11-06-2016 | Hitnotering: 31-10-2015 t/m 11-06-2016 | Hitnotering: 31-10-2015 t/m 11-06-2016 | Hitnotering: 31-10-2015 t/m 11-06-2016 | Hitnotering: 31-10-2015 t/m 11-06-2016 | Hitnotering: 31-10-2015 t/m 11-06-2016 | Hitnotering: 31-10-2015 t/m 11-06-2016 | Hitnotering: 31-10-2015 t/m 11-06-2016 | Hitnotering: 31-10-2015 t/m 11-06-2016 | Hitnotering: 31-10-2015 t/m 11-06-2016 | Hitnotering: 31-10-2015 t/m 11-06-2016 | Hitnotering: 31-10-2015 t/m 11-06-2016 |
| Week:                                  | 1                                      | 2                                      | 3                                      | 4                                      | 5                                      | 6                                      | 7                                      | 8                                      | 9                                      | 10                                     | 11                                     | 12                                     | 13                                     | 14                                     | 15                                     | 16                                     | 17                                     |
| -------------------------------------- | -------------------------------------- | -------------------------------------- | -------------------------------------- | -------------------------------------- | -------------------------------------- | -------------------------------------- | -------------------------------------- | -------------------------------------- | -------------------------------------- | -------------------------------------- | -------------------------------------- | -------------------------------------- | -------------------------------------- | -------------------------------------- | -------------------------------------- | -------------------------------------- | -------------------------------------- |
| Positie:                               | 15                                     | 2                                      | 2                                      | 2                                      | 2                                      | 1                                      | 2                                      | 2                                      | 2                                      | 2                                      | 2                                      | 2                                      | 4                                      | 4                                      | 5                                      | 6                                      | 6                                      |
| Week:                                  | 18                                     | 19                                     | 20                                     | 21                                     | 22                                     | 23                                     | 24                                     | 25                                     | 26                                     | 27                                     | 28                                     | 29                                     | 30                                     | 31                                     | 32                                     | 33                                     |                                        |
| Positie:                               | 13                                     | 10                                     | 17                                     | 22                                     | 23                                     | 23                                     | 30                                     | 30                                     | 31                                     | 31                                     | 31                                     | 32                                     | 33                                     | 46                                     | 49                                     | 50                                     | uit                                    |

### NPO Radio 2 Top 2000
| Nummer met noteringen in de NPO Radio 2 Top 2000 | '15  | '16 | '17  |
| ------------------------------------------------ | ---- | --- | ---- |
| Sorry                                            | 1151 | 874 | 1732 |

1. ↑  Een vetgedrukt getal geeft de hoogste notering aan.
2. ↑  2015 was het eerste jaar met een notering voor dit nummer.
3. ↑  Deze tabel is bijgewerkt tot en met de laatste editie (2024).

## Releasedata
| Land       | Releasedatum    | Formaat        | Label   |
| ---------- | --------------- | -------------- | ------- |
| Wereldwijd | 23 oktober 2015 | muziekdownload | Def Jam |

- De Cd-versie is alleen beschikbaar in Duitsland.